# 世界咖啡館 (討論)

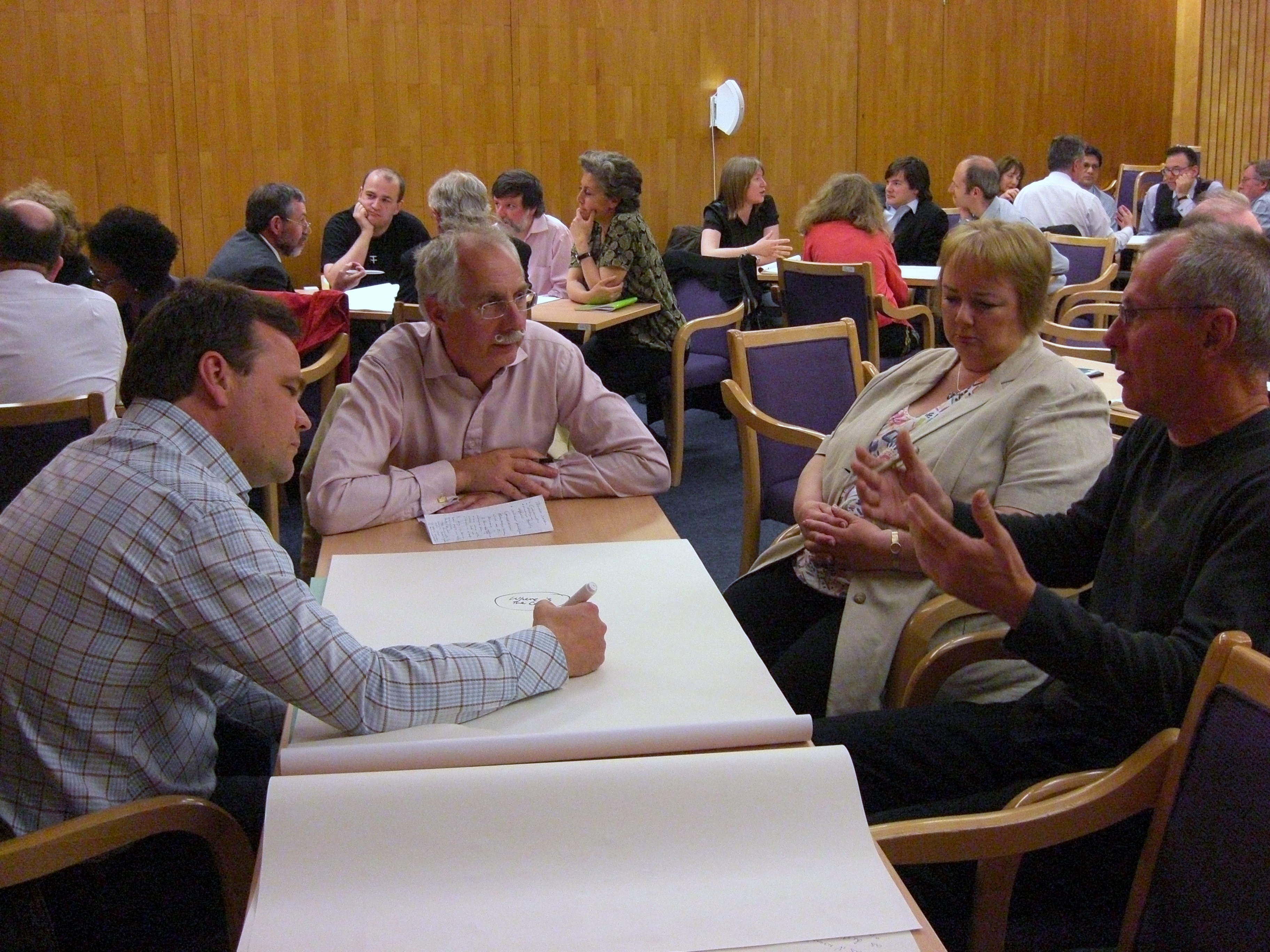
在咖啡館進行小組對話。

世界咖啡館是一种结构性的交流会话过程。其将人群分为数个小组（桌子），并使参与讨论的个人频繁更换讨论组（桌子）并被新讨论组的“组长”介绍给其他组员。为了促进讨论的进行，讨论的环境被赋予一种咖啡厅的气氛，故名为“世界咖啡馆”或者“知识咖啡馆”。在某些场合，为了使每个人都有发言的机会，会场会保留一定程度的正式性。其他时候，讨论可以在各个个人之间同时进行，使其某种意义上成为名副其实的“咖啡馆”。除了听与说以外，讨论者亦被鼓励在桌子上写字甚至涂鸦，以方便后来的讨论者了解之前的讨论内容。尽管一开始的讨论问题是定好的，但其讨论结果并不是事先商讨决定的。集体讨论可以改变讨论者的观念并且促进集体意识和集体行动的形成是世界咖啡馆的引申主旨。
世界咖啡館的七個設計原則：
1. 設定背景：明確展開對話的目的與廣泛範圍
2. 創造一個熱情好客的空間：確保溫馨的環境和心理安全，從而培養個人舒適度和相互尊重
3. 探索重要議題：將集體注意力集中在吸引協作參與的強大議題上
4. 鼓勵大家貢獻：透過全員參與、互相付出，活躍「我」與「我們」的關係
5. 交叉傳播並連結不同的觀點：透過有意增加觀點之間聯繫的多樣性和密度，同時保留對核心問題的共同關注
6. 一起傾聽重要議題的作法、見解和更深層的問題：以培養思想連貫性而不失去個人貢獻的方式集中共同注意力
7. 收穫和分享集體發現：使集體知識和見解可見並可操作